# スパリゾートハワイアンズ
スパリゾートハワイアンズ（英: Spa Resort Hawaiians）は、福島県いわき市常磐藤原町に所在する、大型温水プール・温泉・ホテル・ゴルフ場からなる大型レジャー施設である。

## 施設
温泉を利用した6つのテーマパーク、ホテル、ゴルフ場などで構成される。

### 温泉施設
温泉施設には、水着で楽しめるプールと裸で入浴する入浴施設の2種類がある。
温泉はいわき湯本温泉から引かれている。なお、いわき湯本温泉の泉源は、常磐炭鉱跡地の鉱底をボーリングして開発された大規模なもの。一度は石炭採掘により枯渇したものの、当施設の開設にあわせ、巨額の費用を投じ再開発された異色の存在である。

#### プール

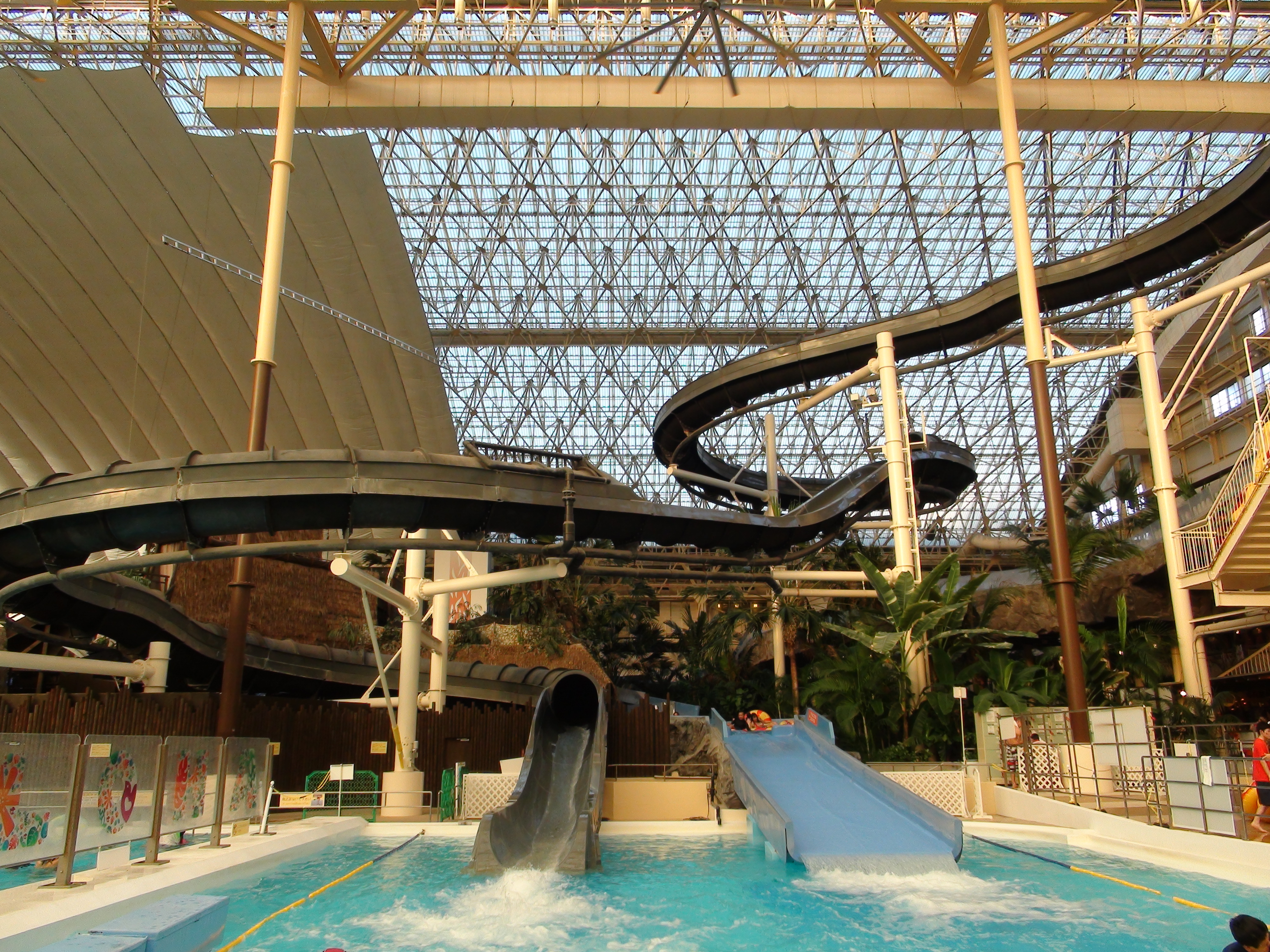
ウォーターパーク

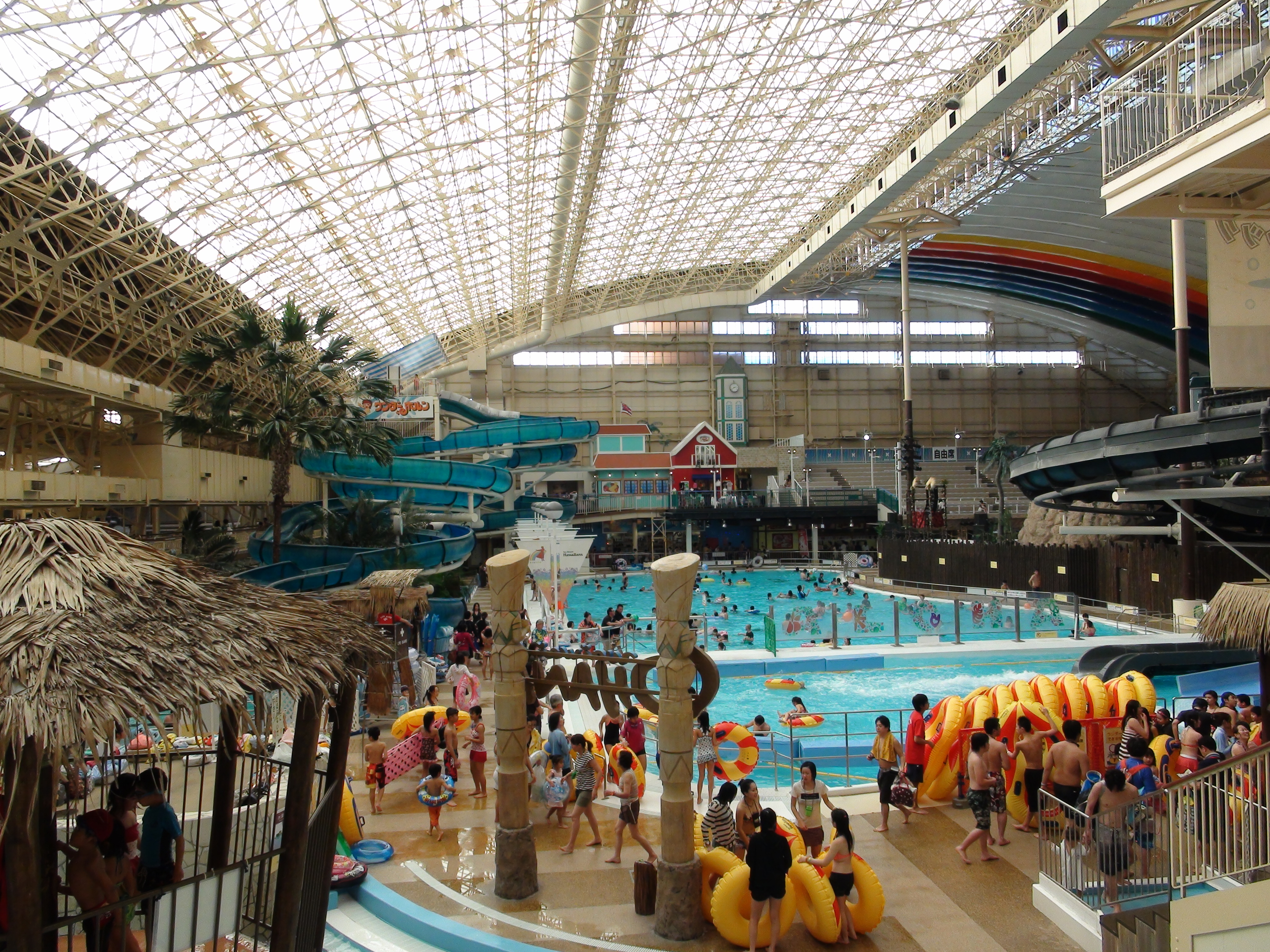
ウォーターパーク

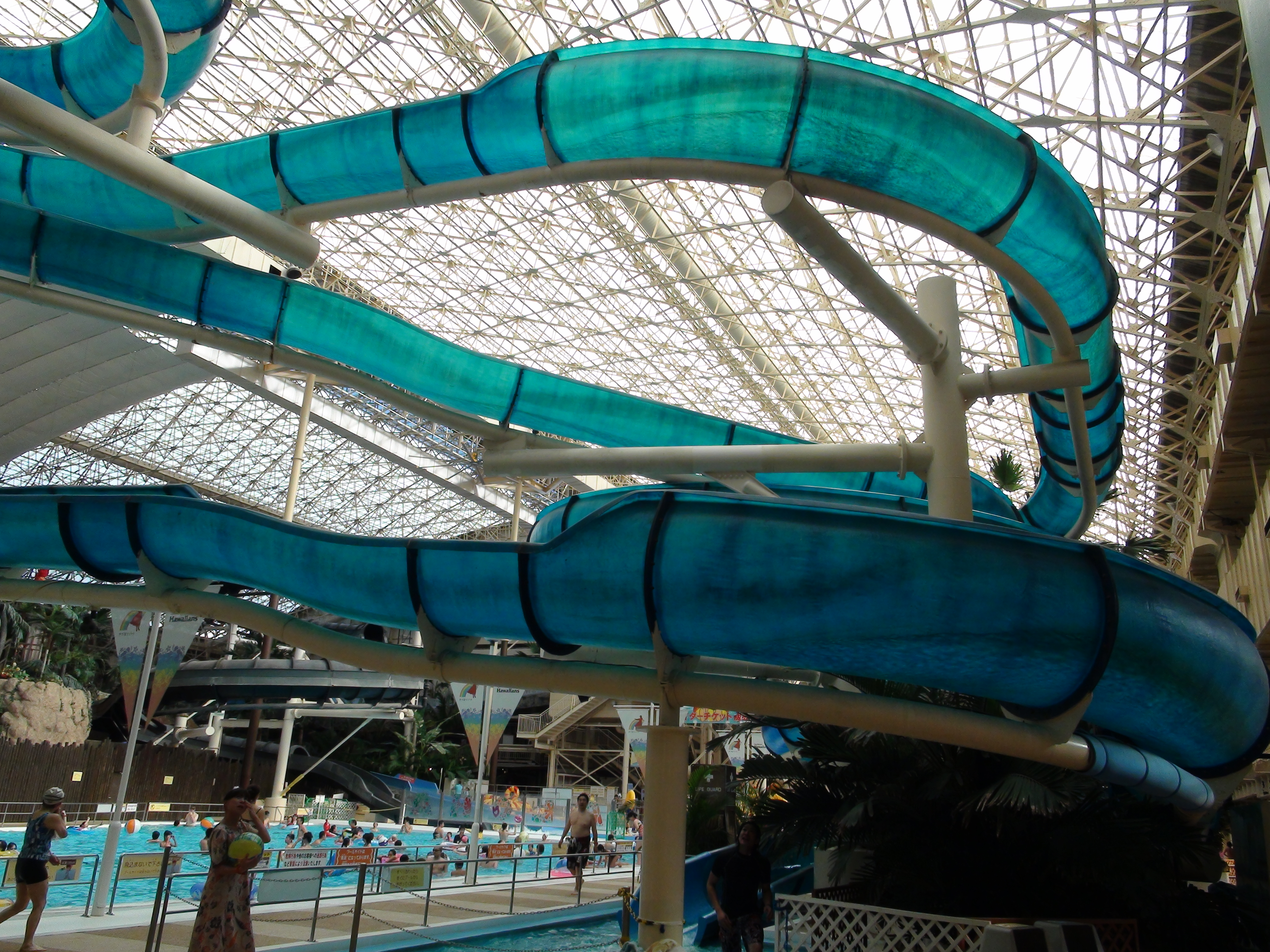
ウォーターパーク

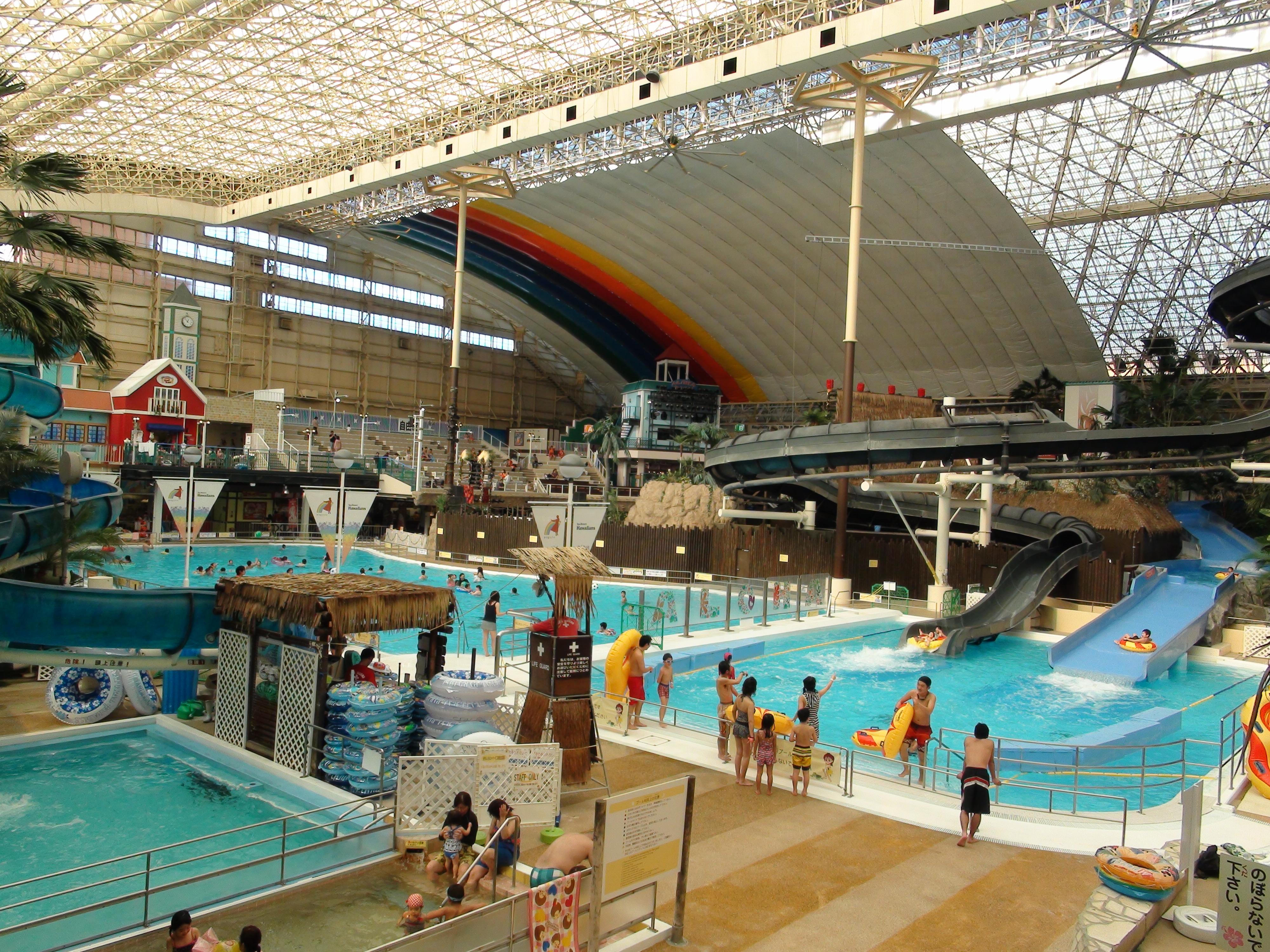
ウォーターパーク

- 「ウォーターパーク」 - 1年中楽しめる全天候型の屋内プール。大プール、様々な魚と一緒に泳ぐ感覚になるアクアリウムプール、「ラキ・リバー」・「カプアニ（カアプニ）フォールズ」・「マウナ・ブラック」の3種類のスライダー、子供のための「ワイワイ・オハナ」がある。
- 「スプリングタウン」 - 水着を着用して楽しめるスパエリア。打たせ湯、オンドル、ミストサウナ、ボディシャワーなど。
- 「スパガーデン パレオ」 - 水着を着用して楽しめる屋外のスパエリア。以下の4色のエリアで構成される。
  - 四季折々の緑や花の中で“スパと和む”グリーンゾーン。
  - 明るく情熱的な空間で“スパと遊ぶ”レッドゾーン。
  - 落ち着いた雰囲気の中で“スパと揺らぐ”ブルーゾーン。
  - 気の合った仲間と心ゆくまで“スパと戯れる”イエローゾーン。

##### スライダー施設
- 「カプアニ（カアプニ）フォールズ（旧・ワンダーホルン）」 - ウォーターパーク内にあるスライダー。高低差15メートルもあるワンダーコースとホルンコース・初心者でも楽しめるラッココースの3つのコースで構成されている。
- 「ラキ・リバー（旧・ワンダーリバー）」 - ウォーターパーク内にあるスライダー。川下りのような体験ができるのが特徴。
- 「マウナ・ブラック（旧・ワンダーブラック）」 - ウォーターパーク内にあるスライダー。スリルが味わえるのが特徴で2人乗りが可能。
- 「ビッグアロハ」 - 長さ283メートル、高低差40.5メートルと、いずれも日本一のスライダー。スパイラルラインとウェーブラインの2コースで構成されている。

#### 入浴施設
- 「温泉浴場パレス」 - 裸で入浴する大浴場。960平方メートルの大浴場で12種24浴槽（男女合わせて）の温泉施設[4]。
- 「江戸情話 与市」 - 浴場面積1,000平方メートル、江戸時代の雰囲気がある世界最大の大露天風呂。ギネス・ワールド・レコーズに認定された。2022年10月でオープン25周年を迎えた。

### 宿泊施設

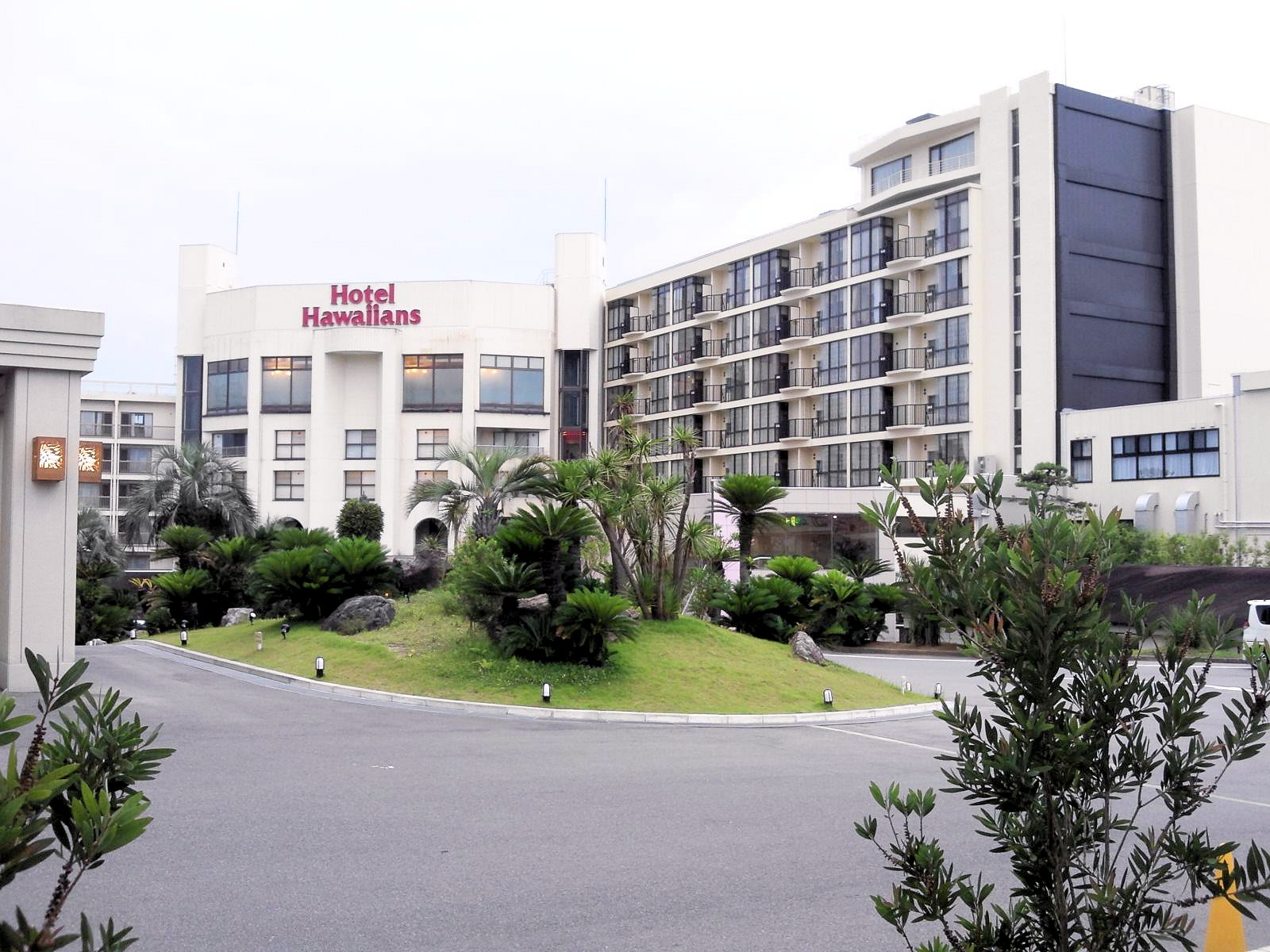
ホテルハワイアンズ

- 「ホテルハワイアンズ」 - ハワイアンズ本館に連絡通路でアクセスできる大型ホテル。和室を中心に、和洋室、シングルルームと全260室。
- 「モノリスタワー」 -コンセプトは「ハワイアン&スパ」全121室。
- 「ウイルポート」 - 地中海リビエラリゾート×ハワイの融合。全50室。
- 「やすらぎ亭」和室の全5室ですべて内装が異なる。
- 「クレスト館」 - おちついた和風な宿泊施設、全22室で食事はホテルハワイアンズを利用。

### オフィシャルゴルフ場
- 「スパリゾートハワイアンズゴルフコース」 - 3コース・27ホール

### その他施設
- 「スプリングパーク・プラザ」
- 「フラミュージアム」 - フラダンスと常磐ハワイアンセンター開業時代の歴史、東日本大震災当時の資料がわかる博物館エリア、映画「フラガール」劇中の衣装展示もされている。
- 「アロハタウン」 - 連日行われているショーステージ向かい側に併設されたエリア。1階は食事をメインに楽しめる「ルアウフードコート」（ルアウはハワイ語で「宴・パーティー」）、2階はショー観覧2階席が大部分を占めている。
- 「マウナヴィレッジ」 - ゴルフコースの北東に開業したグランピング施設。

## 沿革

### 設立過程
石炭業界は、朝鮮戦争に伴う1950年代前半の朝鮮特需期には需要増から一時好況となったものの、1950年代後半には労働運動の盛り上がりによる賃金上昇から、低価格な輸入石炭との競合が露呈し、さらに1962年10月の原油輸入自由化によってエネルギー革命が加速して、構造不況に陥った。常磐炭鉱（後の常磐興産）での整理解雇は、1955年から始まった。
そこで炭鉱労働者の労務対策を主として、さらに同社の新たな収入源確保のため、炭鉱以外の新規事業を立ち上げることになり、『日本人が行ってみたい外国ナンバー1』だった「ハワイ」に着目。炭鉱地下から湧き出る豊富な常磐湯本の温泉水を活用し、「夢の島ハワイ」をイメージしたリゾート施設「常磐ハワイアンセンター」（じょうばんハワイアンセンター）の建設を計画した。しかし、社内でも先行きを疑問視する声が強く、炭鉱の最前線にいた社員たちの転身にも根強い反対があり、「10年続けば御の字」という悲観的な見方すらあった。最終的には当時の常磐湯本温泉観光社長（常磐炭鉱副社長兼務、後に社長）の中村豊が押し切る形で事業を推進。総工費20億円をかけ、温水プール「ハワイアンセンター」や宿泊施設を整備。
フラダンス、タヒチアンダンス、ポリネシアンダンスのダンサーは、自前で設立した常磐音楽舞踊学院から人材を供給した。

### 常磐ハワイアンセンター
1964年に運営子会社として常磐湯本温泉観光株式会社を設立し、1966年にオープン。高度経済成長を遂げる日本に於いて、1964年に海外旅行が自由化されたものの、庶民には高嶺の花という時代であり、開業前の悲観論を尻目にホテルが当時破格の1泊3千円以上ながら東京方面から多くの観光客を集め、大型温水プールを中心にした高級レジャー施設として年間120万人強の入場者を集めた。年間入場人員は、1968年度には140万人を突破し、1970年度には155万3千人となりピークに達した。
1971年のニクソン・ショックによりブレトン・ウッズ体制が崩壊してスミソニアン体制に移行し、1アメリカ合衆国ドル=360円から308円に切り上げされ、1973年には変動相場制移行とオイルショックによって輸出に依存していた日本の高度経済成長は終焉を迎えた。当センターの入場人員も日本の経済状況に合わせて減少し、1975年度には年間110万人にまで落ち込んだ。ハワイ州オアフ島出身のアグネス・ラムの人気もあってか、1976年度はやや入場人員が増加したものの、1977年度以降は年間100万人から多くても年間110万人程度で横ばい状態が続いた、この時期、毎週日曜日および祝日にはアイドル歌手や演歌歌手の歌謡ショーが開催されていた。1984年度には初めて営業赤字を計上した。
1988年3月24日に常磐自動車道がいわき中央ICまで全線開通し、バブル景気に沸く首都圏と直結すると、1988年度に一気に年間140万人超まで入場人員が増加した。これを機に総事業費50億円をかけてリニューアルを始めることになった。

### スパリゾートハワイアンズ

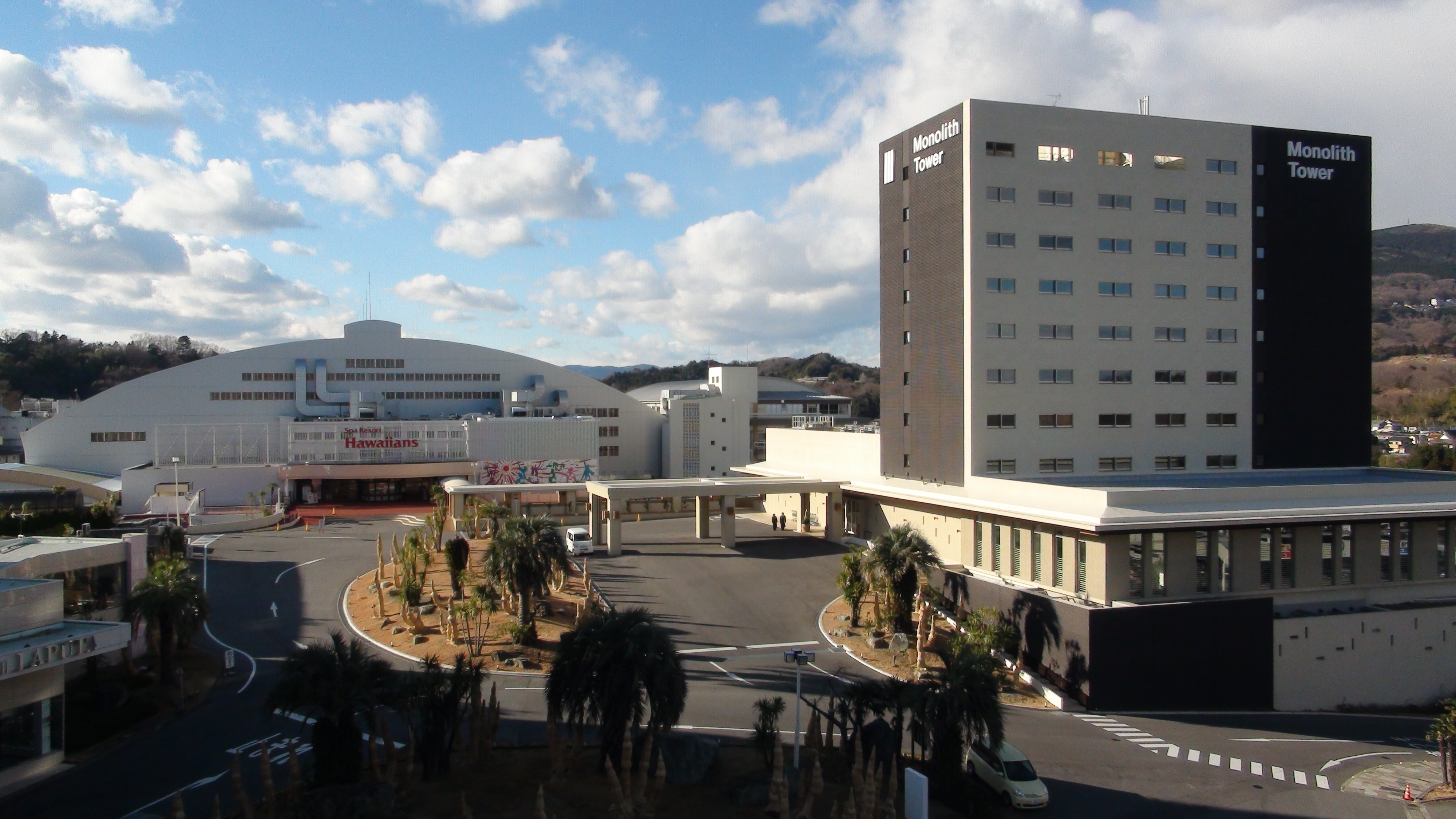
「スパリゾートハワイアンズ」正面出入口と、「モノリスタワー」

1990年、オープン25周年を機に「常磐ハワイアンセンター」を「スパリゾートハワイアンズ」に改名し、「スプリングパーク」をオープンした。同年度および翌1991年度は年間140万人超の入場人員があったが、バブル崩壊で1992年度には年間120万人台にまで減少した。
一方、1985年のプラザ合意により急速な円高が発生してバブル景気期には海外旅行が普及するが、1994年には円相場が1米ドル=100円の大台を突破して円高が進行し、さらに同年の航空法改正でZONE PEX運賃が導入されて格安航空券が一般化した。すると「本当のハワイに行った方が安い」とまで言われるようになり、同年度以降、年間110万人前後で横ばい状態になった。1994年度に再び営業赤字を計上した。
1997年、日本一の大露天風呂「江戸情話 与市」をオープンした。すると、同年度に年間120万人を回復し、ここから右肩上がりに入場人員の増加が続くことになる。これは、前身の常磐ハワイアンセンターから引き継いだ「ハワイ」「南国」というコンセプトに加え、海水浴と比べて日焼けの心配が低い屋内プールや美白の効能があるとされる温泉 を備えた当施設が美白を求める女性 の需要に合致し、さらに東京や仙台などからの無料バスによる送迎サービスを行うなどの集客努力が功を奏したものと考えられている。また、2000年にアクアマリンふくしまが開館して人気施設となり、いわき市内で回遊性が生まれたことも影響したと考えられている。2005年度には常磐ハワイアンセンター時代の1970年度以来の年間利用者数150万人を達成した。
2006年9月23日から、日本映画『フラガール』が全国公開されたのを機に、「ワイワイ・オハナ」「アロハタウン」「フラ・ミュージアム」など次々オープンした。すると、翌2007年度には過去最高の年間161万1千人が入場し、かつ、初の年間160万人超を達成した。

### 震災・感染症などのため臨時休業

#### 東日本大震災
2011年3月11日14時46分に発災した東北地方太平洋沖地震（東日本大震災）では、当施設のあるいわき市で震度6弱を観測。施設内で死者や重傷者が出なかったものの、施設内の建物に大きな被害が出た。当初早期の再開を目指したが、丁度1か月後の4月11日には福島県浜通り地震が発生。市内南部の井戸沢断層に加え、当館直下に存在した湯の岳断層が同時多発的にずれ動き、東北地方太平洋沖地震の本震よりも深刻な被害を出した。さらに、近隣の自治体である福島県大熊町での福島第一原子力発電所事故の被災者を二次避難先扱いで受け入れていたことから、半年にわたる休業を余儀なくされた。
この困難を常磐炭鉱が次々と閉山していた頃の困難になぞらえ、また、震災復興への願いを込め、46年ぶりとなる全国キャラバン「フラガール全国きずなキャラバン」で日本各地で開催した。以降も、日本各地で自然災害が発生するたびに、被害の大きかった地域で同様のイベントを実施している。
なお、上記の事情から2011年の年間利用者は40万人を切ったが、2012年2月8日に全面営業を再開。年間利用者は2012年度に140万人に回復し、翌2013年度には150万7千人となった。

#### 新型コロナウイルス感染症のため施設一部を臨時休園
2020年初頭からの日本国内での新型コロナウイルス感染症（COVID-19）流行を受け、同年3月4日から23日まで日帰り施設の臨時休園を余儀なくされた。宿泊施設のバイキングも、マスクと手袋をしたスタッフがあらかじめ取り分けて渡す形式に変更するなど制限がなされた。3月24日に日帰り施設は時間短縮（10時 - 17時）およびフラダンスショー休止の状態で再開するも、4月7日に緊急事態宣言が7都府県（東京都・大阪府・神奈川県・千葉県・埼玉県・兵庫県・福岡県、4月16日からは全国に拡大）に出されたことを受け、4月8日から当面の間臨時休園を決めた。その後、7月1日に約3か月ぶりに営業再開された（なお、宿泊施設の内、ウィルポートは営業を休止していたが9月10日に営業を再開し、クレスト館は現在営業休止中）。8月の客数は前年比25%程度と低迷し、9月以降回復の兆しはあるものの状況は厳しいとしている。また、アフターコロナの時期に入ってからも依然として感染症対策が続けられており、多くの自由座席エリアが閉鎖されたままだったり、当時に使用されていた非常に多数のパーテーションが未だに残っており、これまでの売りだった開放的なハワイの空気感とキャパシティの高い広々した空間の再現に限界が生じており、特にプールとダンスステージを完全に隔離したものが目立って景観を損ねている有様である。
売り上げ及び入場客低迷を理由に、2021年3月を目途に東京本社が撤退、いわきへ吸収される方針。
2022年夏に開業を予定していた新ホテル「カピリナタワー」は建設されることなく計画白紙となった。
経営は黒字であるが銀行からの借り入れも多いことから老朽化した設備の更新が遅れているので、フォートレス・インベストメント・グループからの売却要請を受容し、改善を目指す予定としている。

### 関連年表
- 1950年代後半 - 炭鉱産業の斜陽化が表面化、新事業の構想が始まる
- 1964年（昭和39年）
  - 1月 - 磐城・郡山地域が新産業都市に指定。
  - 9月 - 常磐湯本温泉観光株式会社を設立
- 1965年（昭和40年）
  - 1月8日 - 施設着工[7]。
  - 4月1日 - 専属ダンサーを育成する「常磐音楽舞踊学院」設立[7]。
- 1966年（昭和41年）
  - 1月15日 - 常磐市に「常磐ハワイアンセンター」本館（常磐湯本温泉観光が運営）および「レストハウス」オープン。
  - 3月15日 - 観光ホテル棟開業[7]。
  - 10月1日 - 新産業都市建設促進法に則って14市町村の新設合併によりいわき市が成立。当施設が同市内となる。
- 1967年（昭和42年）
  - 7月15日 - ホテル和風別館、熱帯植物園「バナナ園」開業。
  - 9月17日 - 露天風呂「ナイアガラ風呂」開業[7]。
- 1968年（昭和43年）6月10日 - レストハウス増築新館、茨城県北茨城市に系列ホテル「ハワイアンセンター山海館」（2011年閉館）開業[7]。
- 1970年（昭和45年）
  - 1月15日「金風呂」オープン[7]。
  - 同年度の年間来場者数が155万人を突破。
  - 常磐興産が常磐湯本温泉観光を合併、運営を承継。
- 1978年（昭和53年） - 「屋内流れるプール」オープン。
- 1984年（昭和59年）
  - 「ホテル中央館」オープン。
  - 同年度に初の営業赤字を計上[10]。
- 1985年（昭和60年） - 「わんぱくプール」オープン。
- 1986年（昭和61年） - 「聖スパークヒル教会献堂」、「ワンダーホルン」、コンベンションホール「ラピータ」オープン。
- 1987年（昭和62年） - 「ワンダーリバー」オープン。
- 1988年（昭和63年）
  - 3月24日 - 常磐自動車道の日立北IC～いわき中央IC間が開通し、東京といわきが高速道路で結ばれた。
  - 「ホテル南2号館」オープン。
- 1989年（平成元年） - 「クレストヒルズゴルフ倶楽部」オープン。
- 1990年（平成2年） - オープン25周年を機に、「スパリゾートハワイアンズ」に改称。「スプリングパーク」オープン。
- 1994年（平成6年）
  - 「ホテル南3号館」オープン。
  - 同年度に再び営業赤字を計上[10]。
- 1995年（平成7年） - 「ウォーターパーク」リニューアルオープン。「ワンダーブラック」オープン。
- 1997年（平成9年） - 日本一の大露天風呂「江戸情話 与市」をオープン。
- 1998年（平成10年）7月9日 - 「江戸情話 与市」が世界最大の露天風呂としてギネス・ワールド・レコーズに認定[12]。
- 1999年（平成11年） - 「ウイルポート」オープン。
- 2001年（平成13年） - 「スパガーデン パレオ」オープン。
- 2006年（平成18年）
  - 2月12日 - 常磐ハワイアンセンターオープンからの入場者数が延べ5,000万人を突破。
  - 9月23日 - 映画『フラガール』公開（後述）。
- 2007年（平成19年）
  - 3月16日 - 子供向けプール「ワイワイ・オハナ」オープン。
  - 8月1日 - 日本最大規模のハワイをテーマにした飲食・物販・商業ゾーン「アロハタウン」オープン。
  - 11月1日 - 炭鉱とフラの歴史をテーマとした「フラ・ミュージアム」オープン。
  - 同年度の年間来場者が161万1千人となり過去最高を記録。
- 2011年（平成23年）
  - 3月11日 - 東北地方太平洋沖地震（東日本大震災）が発生（いわき市：震度6弱）。安全点検のため3月14日まで全館休業と発表。
  - 3月12日 - 当館から直線距離で北北東に約50km離れた東京電力福島第一原子力発電所で爆発事故が発生。
  - 3月14日 - スパリゾートハワイアンズおよびクレストヒルズゴルフ倶楽部は3月21日まで、山海館およびナンクーは3月31日まで臨時休業と発表[17]。
  - 3月15日 - 同原発3号機で爆発発生。福島第一原発から20 - 30km圏内に屋内退避指示が出され、いわき市北部が該当する。
  - 3月23日 - スパリゾートハワイアンズおよびクレストヒルズゴルフ倶楽部を当面の間休業と発表[18]。
  - 4月11日 - いわき市内南部の井戸沢断層付近を震源とする直下型地震の福島県浜通り地震（いわき市：震度6弱）が発生し、スパリゾートハワイアンズが深刻な被害を受けた[19][20]。
  - 4月22日 - いわき市内北部の屋内退避指示が解除[21]。フラダンスのレッスンを再開[22]。
  - 4月25日 - クレストヒルズゴルフ倶楽部の営業を再開[23]。
  - 5月3日 - 「フラガール全国きずなキャラバン」開始[24]。
  - 5月23日 - 広野町民の二次避難先の1つになり、埼玉県三郷市などに避難していた同町民の受け入れを開始[25]。
  - 10月1日 - 一部の施設が再開[† 3]。「フラガール全国きずなキャラバン」終了[24]。
  - 10月3日 - スパリゾートハワイアンズ・ダンシングチームが、第3回観光庁長官表彰を受賞。
  - 10月29日 - 映画『がんばっぺ フラガール! 〜フクシマに生きる。彼女たちのいま〜』公開。
- 2012年（平成24年）2月8日 - 復旧費42億円をかけて全面再開[20][26]。総工費55億円をかけて新ホテル「モノリスタワー」をオープン[26]。
- 2013年（平成25年）8月20日 - 累計入場者数6,000万人（累計宿泊者数は1,500万人）を達成。
- 2014年（平成26年）- フラガールが誕生50年を迎えた[27]。
- 2015年（平成27年）5月22日 - 第7回太平洋・島サミット（いわき太平洋・島サミット2015）の主会場となった[28]。
- 2017年（平成29年） - スプリングプラザ横の巨大スライダー「ビッグアロハ」オープン。
- 2018年（平成30年）6月9日 -「全国植樹祭」で 天皇・皇后が視察[29]。
- 2020年（令和2年）7月1日 - 規模縮小ながら営業再開。
- 2021年（令和3年）
  - 3月25日 - Jヴィレッジで行われた2020年東京オリンピックの聖火リレーの出発式でダンシングチームがパフォーマンスを行う。
  - 7月26日 - ゴルフ敷地内にグランピング施設「マウナヴィレッジ」オープン。
  - 12月3日 - アニメ映画『フラ・フラダンス』公開。
- 2022年（令和4年）
  - 3月 - ウォーターパーク内のウォータースライダー「ワンダーリバー」が「ラキ・リバー」、「ワンダーブラック」が「マウナ・ブラック」としてリニューアル。
  - 7月1日 - グランピング施設「マウナヴィレッジ」拡張リニューアルオープン。これまでのテント5張と、キャビン3棟と合わせて合計21棟になり、拡張エリアに「アクティビティエリア」「シャワー棟」「トイレ棟」が増設。
  - 7月未明 - ウォーターパーク内のウォータースライダー「ワンダーホルン」が「カプアニ（カアプニ）フォールズ」としてリニューアル。
- 2024年
  - 9月9日 - 常磐興産がアメリカの投資ファンドであるフォートレス・インベストメント・グループから買収の提案を受け入れ、完全子会社化と上場廃止を決定した。

## アクセス
- 東日本旅客鉄道（JR東日本）常磐線湯本駅から無料送迎バスで約15分
- ホテルハワイアンズ、モノリスタワー、ウイルポート、クレスト館に宿泊する利用者は、東京駅、新宿駅、渋谷駅、池袋駅、北千住駅、立川駅、さいたま新都心駅、横浜駅、千葉駅、西船橋駅、松戸駅発着の無料送迎バスが利用できる（予約制）。
- 高速バス
  - 福島市（福島競馬場前・福島駅東口）発着（福島～いわき線：福島交通が運行）
  - 南相馬市（原ノ町駅）発着（東北アクセスが運行）
  - 会津若松市（会津若松駅）・郡山市（郡山駅発着）（会津若松～郡山～いわき線：会津乗合自動車、福島交通、新常磐交通が運行）
  - 東京都（東京駅発着）（いわき号（小名浜系統）：JRバス関東、東武バスセントラル、新常磐交通が運行）

### 無料送迎バス運行会社
- 横浜市営バス（横浜駅発着）
- 中日臨海バス（東京駅発着・ハワイアンズゴルフコース経由便）
- 立川バス（立川駅発着）
- 京成バスシステム（千葉駅・松戸駅・西船橋駅・研究学園前駅発着）

## ダンシングチーム

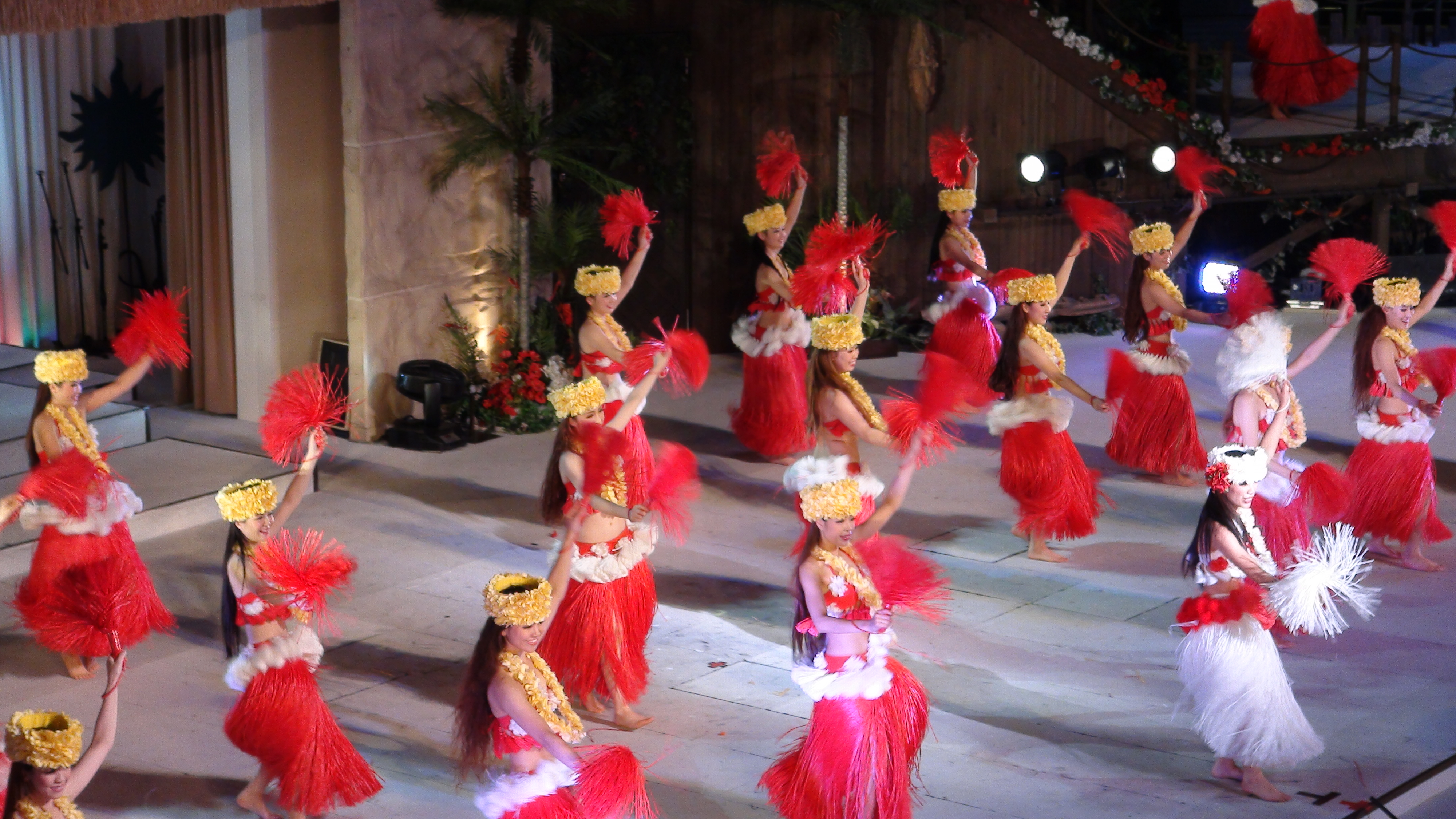
フラガール（2014年1月撮影。）

「スパリゾートハワイアンズダンシングチーム 」（通称：「フラガール」） によるポリネシアンショー公演が、「ウォーターパーク」内常設会場「ビーチシアター」において、ほぼ毎日、昼夜1回ずつ行われている。
2020年はコロナ禍の営業により、7月以降昼夜それぞれ2回公演の日もある。
- ダンシングチームの正式名称は「スパリゾートハワイアンズ・ダンシングチーム」である[31]。
- 新人フラガールは、毎年4月1日に常磐興産の社員として入社すると同時に、常磐音楽舞踊学院に入学する[32][33]。通常は、同学院在学中のまま入学した年の8月に舞台デビューし[34][† 5]、同学院の2年課程を修了後に、プロダンサーとしてスパリゾートハワイアンズと契約する[32]。
- ソロダンスを踊るフラガールはソロダンサーと呼ばれ、「ハワイアンネーム」が授与される[35]。
- 公演には「ファイヤーナイフダンサー」と呼ばれる、両端に火の点いた棒を両手で回すポリネシアンダンスの男性ダンサーや、バックバンド（エテネタヒチアンズ）も出演する。ファイヤーダンスショーは、1972年にポリネシアンショーの一部のパートとして始まって以来、あまり知られていないがその歴史は長い。なお2015年9月時点で、在籍するファイヤーナイフダンサーは、4人共いわき市出身のスパリゾートハワイアンズの社員であった[36]。2016年4月1日、ファイヤーナイフダンスチーム「Siva Ola（シバオラ）」と命名され、同時に３名増員されることとなった[37]。2020年10月現在、メンバーは8名でファイヤーダンス世界大会経験者も4名と実力者が揃っている。
- 2011年3月までは館内専用ホールにてダンスとマジック&イリュージョンの公演、「いわき・ララ・ミュウ」レストランでの出張ステージも存在したが以降復活は無く、2013年に大幅リニューアルした「イムア・未来へ」、2015年「BIG MAHALO!!」それぞれに1曲分のみイリュージョンとマジックを織り交ぜた内容になった。

### メンバー
46期（2010年）は、常磐興産を取り巻く経営環境の悪化から同社が新卒採用を見送ったのと合わせて、フラガールの募集も休止した。
イベントなどの外部出演は、基本的に5人体制となりソロ1名、若手～中堅4名となるため学院未修了となる新人ダンサー出演は無い。
2022年7月に、58期生3名がデビューを飾った。
2022年12月現在、メンバー37名、内ソロダンサーは5名である。

### 現在行われている公演やショー
- ポリネシアン・サンライトカーニバル「Kukuna 太陽の光」2022年10月14日〜
- スプラッシュボーイズ 毎週土曜日開催。ハワイアンズ男性スタッフによるアーティスティックスイミングチーム「スプラッシュボーイズ」の水中パフォーマンスショー。メンバーは5人。監修はトゥリトネス。
- ポリネシアン・トワイライトパーティー「ハッピージョイフルジャーニー」2023年12月15日～「旅」をコンセプトにリニューアルしフラ以外にタヒチ、ラパヌイ、ニュージーランドの踊りが楽しめる。
- シバオラショー「Lights of Hopes～希望の光」シバオラのメンバーたちが自分たちの演舞で解き放つ炎と光が、お客さまの希望の光になることを願い、明るい未来へのきずなを象徴している。
- ポリネシアン・グランドステージ『翔 To the new world』2024年3月21日～（小学生以下を対象にした体験コーナーあり）。連休などの時期は2回公演となる場合もある。
- 備考：2022年12月17日、夜の部「シバオラショー」は出演者が体調不良により急遽内容を変更し、エテネタヒチアンズ（専属バンド）の女性ボーカルによるミニライブが急遽執り行われた。

## テレビ番組
- 日経スペシャル カンブリア宮殿 "奇跡の集客"シリーズ第1弾！ リピーター続々、年間140万人が殺到 "驚異のリゾート"福島ハワイアンズの底力（2013年7月11日、テレビ東京）[39]
- THE鬼タイジ節分決戦inハワイアンズ（2024年2月3日、TBS）

## 書籍

### 関連書籍
- 『レジャーサービス業のTQCへの挑戦 常磐ハワイアンセンターの実践の記録』（編者:常磐興産スパリゾートハワイアンズ）（1990年3月24日、日科技連出版社）ISBN 9784817102522
- 『「東北のハワイ」は、なぜV字回復したのか スパリゾートハワイアンズの奇跡』（著者:清水一利）（2018年3月1日、集英社）ISBN 9784087210255

## 関連作品

### フラガール
1965年の炭鉱閉山から「常磐ハワイアンセンター」の誕生を支えた人々の物語が、『フラガール』と題し映画化された（2006年9月23日公開）。第80回キネマ旬報ベストテン・邦画第1位、第30回日本アカデミー賞最優秀作品賞、最優秀監督賞、最優秀脚本賞、話題賞（作品部門）、最優秀助演女優賞を受賞した。なお、下記にも記述している「DON!」ではフラガール第1期生のうちの3人と映画に出演した南海キャンディーズ・しずちゃんおよびこれらの人々を現在も指導している常磐音楽舞踊学院・カレイナニ早川講師のインタビューを放送し、さまざまなエピソードなどを話した。なお、フラガールのメンバーは、「東日本大震災」後、被災者支援の一環として福島県内の避難所を中心に全国142か所を廻った。

### その他
- ドキュメンタリー『人間列島・みちのくの椰子の葉陰で』（1971年、NHK）
- ドキュメンタリー『昭和レトロ紀行』第9回「炭鉱の昭和を語る「フラガール」の町（いわき市湯本（福島県）」（旅チャンネル）
- ドラマ『ケンちゃんトコちゃん』第52話（最終回）「フラダンスを教えてよ」（1971年、TBS）
- ドラマ『ラブラブライバル』第18話「夢のハワイ旅行」（1974年、TBS） - ロケーションは1973年12月21日、22日に行われた[40]。
- ドラマ『さすらい刑事旅情編V』第9話 「バッグを取り違えた女・みちのく殺人行」
- バラエティ『ビートたけしのお笑いウルトラクイズ』（日本テレビ） - ロケ地として数回登場している。
- 映画『トラック野郎・一番星北へ帰る』（1978年公開の東映映画） - ロケ地として登場している。
- ドラマ『ビーファイターカブト』第19話 「夏の彼女は人魚姫?!」、第20話 「河童訪ねて三千里!!」（1996年、テレビ朝日）
- CM『TOYOTA ReBORN ハワイアンズ編』 - 北野武、木村拓哉、マツコ・デラックス。 震災後、現世に生まれ変わった織田信長（木村拓哉）と豊臣秀吉（北野武）が東北の地の再生をドライブするストーリー。途中でお市の方（マツコ・デラックス）に出会い、お市の方の「福島にきたらどうしても行きたかった」というハワイアンズに行き、フラダンスショーを見学。復活したフラダンスショーに感涙したお市の方はハワイアンズに残り、踊ることを決意する。
- バラエティ『めちゃ×2イケてるッ!』 - 2011年7・8月開催のイベント「お台場合衆国」内で公認パロディの「めちゃリゾートハワイアンズ」を開設。休業中のスパリゾートハワイアンズからファイアーダンサーなどが派遣される（めちゃ×2イケてるッ!の企画#お台場冒険王/お台場合衆国関連 を参照）。
- ドキュメンタリー映画『がんばっぺ フラガール! 〜フクシマに生きる。彼女たちのいま〜』 - 2011年10月29日公開のドキュメンタリー映画。
- ドキュメンタリー『明日へ-支え合おう- 証言記録 東日本大震災 (27) 福島県いわき市〜フラガール』（NHK 2014年3月16日）
- 坂本慎太郎のアルバム『ナマで踊ろう』（2014年）- アルバムのコンセプトを「地球滅亡後に現れた常磐ハワイアンセンター」にしている。
- 『フラガールと犬のチョコ』 - 2012年の児童向けノンフィクション書籍。2015年3月11日にテレビ東京系でテレビドラマ化され放送された。主演・瀧本美織[41]。
- 『シネマハワイアンズ』 - スパリゾートハワイアンズ創業50周年記念公演の様子を記録した2016年のドキュメンタリー映画。
- 『探検バクモン』（NHK・2017年3月） - 「福島いわき フラガール」では、第一期生の内の4人と常磐音楽舞踊学院で指導しているカレイナニ早川こと早川和子らが出演した。
- アニメ『フライングベイビーズ』（2019年） - ロケ地として登場している。
- サントリー のBOSSとスパリゾートハワイアンズがコラボしたテレビCM『ある男の生き方』篇が2019年1月15日から福島県限定で放映された。中村豊を主人公としたスパリゾートハワイアンズの設立秘話を描いた短編アニメーションで吉野源三郎の大ベストセラー小説『君たちはどう生きるか』のコミカライズを手掛けた漫画家・羽賀翔一がキャラクターデザインとポスターイラストを担当した[42]。
- 『セブンルール』（関西テレビ、2020年3月10日） - 通算17代目のリーダー・アウリイ晴奈（東日本大震災が発災した2011年採用組で唯一の現役フラガールである鈴木晴奈）に焦点を当てながら、東日本大震災の発災から9年経ったフラガールの活動や舞台裏を紹介。
- 劇場アニメ『フラ・フラダンス』（2021年12月公開） - 新人フラガールの成長を描く物語で、当所も製作に全面協力している。
- 2023年1月には、NHK福島放送局から、『フラ指導続け"生涯現役"』として91才になったカレイナニ早川が出演したリポートが東北地方のNHKで放送された。
- 『彼女、お借りします』コミック『ハワイアンズ編』22巻 - 27巻・アニメ第四期2025年放送[43]

ほか

## その他
- 2011年1月6日放送の日テレ系「DON!」の「今日は何の日」や2013年10月6日放送のTBSニュースバード「グローバルナビ」では、当施設がオープンするまでの経緯などを放送した。
- 常磐ハワイアンセンター フレッシュ・メイツが、シングル・レコード「愛をください」（B面：太陽はみんなのもの）を制作している（いずれの曲も志賀大介作詞、宮川泰作曲・編曲）[† 6]。
- 2018年には本敷地内にあるホテル「モノリスタワー」内で食中毒を起こす。
- TVCMはアニマックス、キッズステーションでも放映中。

## 類似施設
南関東ガス田において天然ガスと共に湧出した温泉を用いて船橋ヘルスセンター（千葉県船橋市）が温泉入浴施設に加えて大プールや遊戯施設を備え1955年（昭和30年）に開業した。これ以降、「ヘルスセンター」という名称の娯楽性を伴った大規模入浴施設（健康ランド）が各地に出現することになり、大衆演劇の公演を取り入れる場合もあった。
当施設はヘルスセンターの中でも、ハワイをコンセプトにジャングル風呂やフラダンスの公演を取り入れた特殊性があり、後発の類似施設との差別化に成功。東日本大震災の発災から9年経った2020年3月11日の時点で、営業を続けている。
なお、当施設と同時期に存在したハワイをコンセプトにしたヘルスセンターには以下のようなものがある。
- 茨戸ハワイランド - 1969年から6年間北海道石狩市に存在した屋内型アミューズメント施設（施設名に札幌市北区の一部分である「茨戸」を盛り込んでいるが、実際に立地していたのは同地域に近接する石狩市内地域）。一目で旧常磐ハワイアンセンターを参考・模倣していると分かる程、屋内プールレイアウト・装飾や関連事業が酷似している[44]。
- バリハイセンター - 1973年に宮城県川崎町に開業。
- 日本海サニーランド - 1970年に秋田県能代市に開業。1983年の日本海中部地震で配管が損傷し廃業。
- 山形ハワイドリームランド - 1967年から1971年まで山形県山形市に存在した温泉アミューズメント施設。黒川紀章の設計による細胞型のメタボリズム構造で増築も見越した計画とされていた。
- 新潟ハワイアンセンター - 1967年頃に開業した新潟県新潟市のアミューズメント施設（跡地は明倫短期大学）。天然ガス採取時に湧き出る温泉を利用した。
- 釜谷ハワイ - 大韓民国慶尚南道昌寧郡の釜谷温泉にあるアミューズメント施設。海外旅行が自由化されていなかった1979年に開業。しかし、娯楽施設の多様化による赤字増大により2017年5月28日をもって廃業。

また、当施設と同様に常磐炭鉱から排出される温泉水を用いた施設としては、当施設開業以前の1958年から隣の内郷地区で営業していた内郷市営内郷ヘルスセンターが挙げられる。